# ФК «Болонья» в сезоні 1936—1937
ФК «Болонья» в сезоні 1936—1937 — сезон італійського футбольного клубу «Болонья».

## Склад команди
| № | Поз. | Нац.   | Гравець          |
| - | ---- | ------ | ---------------- |
|   | ВР   | Італія | Карло Черезолі   |
|   | ВР   | Італія | П'єтро Феррарі   |
|   | ЗХ   | Італія | Діно Фйоріні     |
|   | ЗХ   | Італія | Феліче Гаспері   |
|   | ЗХ   | Італія | Маріо Паготто    |
|   | ПЗ   | Італія | Мікеле Андреоло  |
|   | ПЗ   | Італія | Альдо Донаті     |
|   | ПЗ   | Італія | Джордано Корсі   |
|   | ПЗ   | Італія | Маріо Монтесанто |

| № | Поз. | Нац.   | Гравець              |
| - | ---- | ------ | -------------------- |
|   | НП   | Італія | Амедео Б'яваті       |
|   | НП   | Італія | Франсиско Федулло    |
|   | НП   | Італія | Рафаель Сансоне      |
|   | НП   | Італія | Джованні Бузоні      |
|   | НП   | Італія | Лодовіко Де Філіппіс |
|   | НП   | Італія | Бруно Маїні          |
|   | НП   | Італія | Карло Регуццоні      |
|   | НП   | Італія | Анджело Ск'явіо      |

## Чемпіонат Італії

### Підсумкова турнірна таблиця
|                         |     | Турнірна таблиця 1936—1937 | О  | І  | В  | Н  | П  | М+ | М- |
| ----------------------- | --- | -------------------------- | -- | -- | -- | -- | -- | -- | -- |
| Вийшов до Кубка Мітропи | 1.  | «Болонья»                  | 42 | 30 | 15 | 12 | 3  | 45 | 26 |
| Вийшов до Кубка Мітропи | 2.  | «Лаціо»                    | 39 | 30 | 17 | 5  | 8  | 56 | 42 |
|                         | 3.  | »Торіно»                   | 38 | 30 | 13 | 12 | 5  | 50 | 25 |
|                         | 4.  | «Мілан»                    | 36 | 30 | 13 | 10 | 7  | 39 | 29 |
|                         | 5.  | «Ювентус»                  | 35 | 30 | 12 | 11 | 7  | 53 | 31 |
| Вийшов до Кубка Мітропи | 6.  | «Дженова 1893»             | 33 | 30 | 11 | 11 | 8  | 51 | 36 |
|                         | 7.  | «Амброзіана-Інтер»         | 31 | 30 | 9  | 13 | 8  | 43 | 35 |
|                         | 8.  | «Луккезе-Лібертас»         | 31 | 30 | 9  | 13 | 8  | 39 | 43 |
|                         | 9.  | »Фіорентіна»               | 30 | 30 | 9  | 12 | 9  | 34 | 32 |
|                         | 10. | «Рома»                     | 27 | 30 | 10 | 7  | 13 | 36 | 45 |
|                         | 11. | «Барі»                     | 27 | 30 | 9  | 9  | 12 | 35 | 45 |
|                         | 12. | «Трієстіна»                | 26 | 30 | 7  | 12 | 11 | 29 | 36 |
|                         | 13. | «Наполі»                   | 24 | 30 | 8  | 8  | 14 | 31 | 39 |
|                         | 14. | «Самп'єрдаренезе»          | 22 | 30 | 6  | 10 | 14 | 32 | 46 |
| Вибув до Серії B        | 15. | «Новара»                   | 21 | 30 | 8  | 5  | 17 | 43 | 62 |
| Вибув до Серії B        | 16. | «Алессандрія»              | 18 | 30 | 8  | 2  | 20 | 23 | 67 |

## Кубок Італії
| 1/16 фіналу 06-01-1937 | Самп'єрдаренезе | 1-0 | Болонья | Генуя |  |
|                        | Гол             |     |         |       |  |
|                        |                 |     |         |       |  |

## Кубок Мітропи
| 1/8 фіналу 21 червня 1936 | Болонья              | 2:1        | Аустрія (Відень)  | Болонья                                               |  |
| | Маїні 7' Ск'явіо 22' | (протокол) | Фіртль 72' (пен.) | Стадіон: Літторале Глядачі: 13 000 Суддя: Юліус Брюль |  |
| Маріо Джанні, Діно Фйоріні, Феліче Гаспері, Маріо Монтесанто, Мікеле Андреоло, Джордано Корсі, Бруно Маїні, Рафаель Сансоне, Анджело Ск'явіо (к), Франсиско Федулло, Карло Регуццоні, тренер: Арпад Вейс Рудольф Церер, Карл Андріц, Карл Сеста, Карл Адамек, Ганс Мок, Вальтер Науш (к), Франц Ріглер, Йозеф Штро, Маттіас Сінделар, Камілло Єрусалем, Рудольф Фіртль, тренер: Кальман Конрад |                      |            |                   |                                                       |  |

| 1/8 фіналу 28 червня 1936 | Аустрія (Відень)                       | 4:0        | Болонья | Відень                                                      |  |
| 17:30 CET | Єрусалем 12' 90' Штро 30' Сінделар 86' | (протокол) |         | Стадіон: Пратерштадіон Глядачі: 32 000 Суддя: Міхай Іванчич |  |
| Рудольф Церер, Карл Андріц, Карл Сеста, Карл Адамек, Ганс Мок, Вальтер Науш (к), Франц Ріглер, Йозеф Штро, Маттіас Сінделар, Камілло Єрусалем, Рудольф Фіртль, тренер: Кальман Конрад Маріо Джанні, Діно Фйоріні, Феліче Гаспері (к), Маріо Монтесанто, Мікеле Андреоло, Альдо Донаті, Бруно Маїні, Амедео Б'яваті, Рафаель Сансоне, Франсиско Федулло, Карло Регуццоні, тренер: Арпад Вейс |                                        |            |         |                                                             |  |

## Міжнародний турнір у Парижі
В 1937 році «Болонья» брала участь міжнародному турнірі до всесвітньої виставки у Парижі, куди клуб був запрошений як чемпіон Італії. Італійська команда стала переможцем змагань, перемігши у фіналі англійський «Челсі».
| 30.05.1937 1/4 фіналу |

| «Сошо»             | 1:4 (1:3) | «Болонья»                              |
| ------------------ | --------- | -------------------------------------- |
| ?' (пен.) Абегглен |           | 9' Бузоні 15', 31' Ск'явіо 54' Сансоне |

| Париж Глядачів: 12000 |

Сошо: Лоран Ді Лорто — Габріель Лаллуа, Етьєн Маттле — Роже Хуг, Янош Сабо, Максим Леманн — Роже Куртуа, Андре Абегглен, Мігель Лаурі, Войтех Брадач, Бернар Вільямс
Болонья: Карло Черезолі — Діно Фйоріні, Феліче Гаспері — Маріо Монтесанто, Мікеле Андреоло, Джордано Корсі — Джованні Бузоні, Рафаель Сансоне, Анджело Ск'явіо, Франсиско Федулло, Карло Регуццоні
| 03.06.1937 1/2 фіналу |

| «Болонья»                | 2:0 (2:0) | «Славія» |
| ------------------------ | --------- | -------- |
| 25' Регуццоні 43' Бузоні |           |          |

| Лілль |

Болонья: Карло Черезолі — Діно Фйоріні, Маріо Паготто — Маріо Монтесанто, Мікеле Андреоло, Джордано Корсі — Джованні Бузоні, Рафаель Сансоне, Анджело Ск'явіо, Франсиско Федулло, Карло Регуццоні
Славія: Алоїз Буреш — Адольф Фіала, Фердинанд Даучик — Антонін Водічка, Карел Пруха, Ян Трухлар — Вацлав Горак, Бедржих Вацек, Їржі Соботка, Властиміл Копецький, Бедржих Єзбера
| 6 червня 1937 Фінал |

| «Болонья»                          | 4:1      | «Челсі»   |
| ---------------------------------- | -------- | --------- |
| 15', 31', 65' Регуццоні 20' Бузоні | протокол | 72' Вівер |

| «Коломб», Париж Глядачів: 22,000 Арбітр: Люсьєн Леклерк |

Болонья: Карло Черезолі, Діно Фйоріні, Феліче Гаспері, Маріо Монтесанто, Мікеле Андреоло, Джордано Корсі, Джованні Бузоні, Рафаель Сансоне, Анджело Ск'явіо, Франсиско Федулло, Карло Регуццоні, тренер: Арпад Вейс
Челсі: Алекс Джексон, Нед Баркас, Джордж Барбер, Біллі Мітчелл, Аллан Крейг, Сем Вівер, Дік Спенс, Джиммі Арге, Джо Бембрік, Джордж Гібсон, Ернест Рейд, тренер: Леслі Найтон

## Товариські матчі
- 22-08-1936, Болонья — Верона — 4-1
- 30-08-1936, Болонья — Модена — 4-1
- 06-09-1936, Болонья — Рома — 1-1
- 15-11-1936, Венеція — Болонья — 2-2
- 19-03-1937, Болонья — Верона — 3-1
- 25-04-1937, Болонья — Піза — 5-0